# 0 (альбом Low Roar)
0 — другий студійний альбом ісландського музичного проєкту Low Roar, вийшов 2014 року на лейблі Tonequake. «I'll Keep Coming» і «Easy Way Out» стали добре відомі в 2016 році, коли вони були представлені у трейлері до відеогри Хідео Кодзіми Death Stranding. «Breathe In» була використана в документальному анімаційному фільмі Flee.

## Список пісень
| #       | Назва                           | Тривалість |
| ------- | ------------------------------- | ---------- |
| 1.      | «Breathe In»                    | 7:34       |
| 2.      | «Easy Way Out»                  | 4:48       |
| 3.      | «Nobody Loves Me Like You»      | 5:55       |
| 4.      | «I'll Keep Coming»              | 5:52       |
| 5.      | «Half Asleep»                   | 7:15       |
| 6.      | «Please Don't Stop (Chapter 1)» | 4:40       |
| 7.      | «I'm Leaving»                   | 5:34       |
| 8.      | «In the Morning»                | 1:24       |
| 9.      | «Phantoms»                      | 6:03       |
| 10.     | «Anything You Need»             | 3:13       |
| 11.     | «Dreamer»                       | 5:09       |
| 12.     | «Vampire on My Fridge»          | 6:30       |
| 13.     | «Please Don't Stop (Chapter 2)» | 4:02       |
| 1:08:14 |                                 |            |

## Чарти на кінець року
| Чарт (2016)                       | Позиція |
| --------------------------------- | ------- |
| Ісландські альбоми (Plötutíóindi) | 39      |